# Oannes
Oannes je prema mezapotamijskim legendama bilo biće polučovjek poluriba koje je izašlo iz mora i dalo ljudima razna napredna znanja iz graditeljstva, agrokulture, pisma i nekih ostalih polja znanosti. Oannes je kasnije postalo štovano kao božanstvo. U današnje doba neki znanstvenici gledaju na Oannesa kao neko vanzemaljsko biće i susret s njim kao paleokontakt, dok drugi na to sve gledaju kao legendu.

## U popularnoj kulturi
U jednoj epizodi znanstveno fantastične serije SG-1 u epizodi "Fire and Water" (1. sezona, 13. epizoda) tim znanstvenika odlazi na vodeni planet Oannes na kojemu živi drevni vanzemaljac koji je bio u rodu s nekadašnjim bićem koje je bilo na Zemlji da pomogne Zemljanima u borbi protiv Goa'ulda.